# Gănești (okręg Vaslui)
Gănești – wieś w Rumunii, w okręgu Vaslui, w gminie Boțești. W 2011 roku liczyła 41 mieszkańców.